# Condominios Constitución
Los Condominios Constitución son un conglomerado de edificios habitacionales, se encuentran ubicados al oriente de la zona centro de Monterrey y comprenden un área de cerca de 13 hectáreas delimitada por las avenidas Constitución, Félix U. Gómez y Florencio Antillón.
Este conjunto habitacional es un ejemplo de modernidad arquitectónica, calidad y singularidad de la ciudad de Monterrey, concretamente en su modalidad racionalista o funcionalista.

## Arquitectura

### Origen del proyecto
En el año de 1963 cuando el entonces Presidente de la República Adolfo López Mateos visitó la ciudad de Monterrey, el gobernador del estado Eduardo Livas y el fundador y jefe del Departamento del Plan Regulador del Gobierno del Estado, el arquitecto regiomontano Guillermo Cortés Melo, le presentaron el proyecto.
Fue entonces cuando el presidente López Mateos, ordenó la construcción de una unidad habitacional con el estilo de modernidad que buscaba imponer en todo el país, por lo que se eligió un plan de condominios el cual ya era una tendencia que se aplicaba en la capital del país.

### Diseño
Para la construcción de esta unidad habitacional se eligió el terreno de un llano y el área del tiradero de basura del centro de Monterrey localizados al oriente en los límites de la ciudad de aquellos años.
El proyecto fue concebido por el arquitecto regiomontano Guillermo Cortés Melo y desarrollado en colaboración con el despacho de arquitectura Graue y Castro Montiel de la Ciudad de México, quienes dieron forma a los condominios con la construcción de mil 44 departamentos distribuidos en 50 edificios.

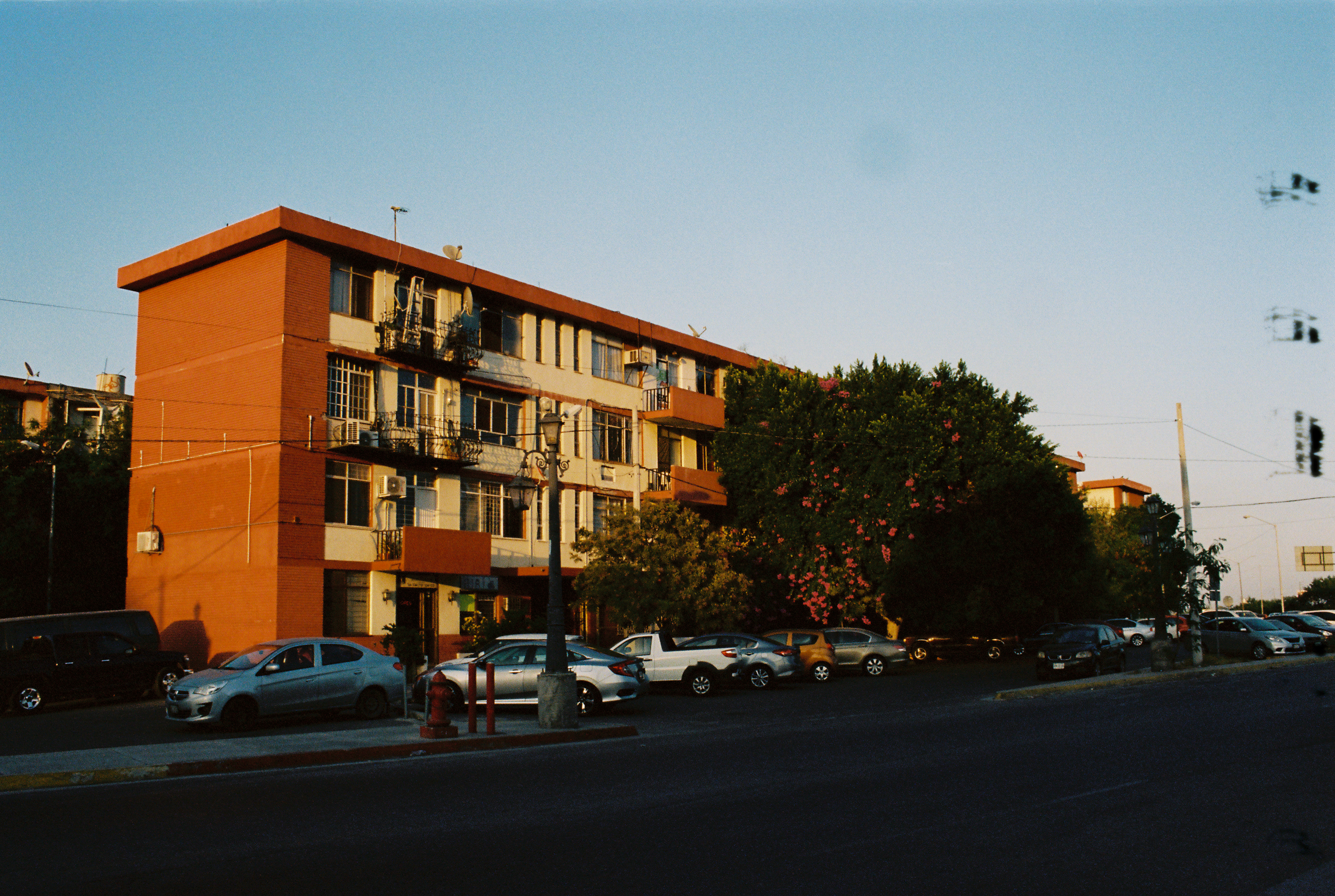
Fachada de edificio de Condominios Constitución ubicados en Monterrey, Nuevo León, México

El arquitecto Cortés Melo comentó: fueron los primeros edificios departamentales, de tipo popular, además era el primer régimen de condominio horizontal, una cosa novedosa; todo es subterráneo no hay cableado.
En aquella época, la demanda de vivienda popular de bajo costo aumentó de manera considerable y la oferta de los proveedores locales resultaba insuficiente. El racionalismo, popular en Europa en la postguerra, se presentó como una posible solución a pesar de la escasa cultura de habitacional colectiva o en régimen de condominio con que contaban los regiomontanos de aquella época.
El conjunto de edificios longitudinales se organiza alrededor de tres grandes plazas. La central, frente a la avenida Constitución, se construyó una escuela y un parque con juegos infantiles. Alrededor de la plaza  se situaron los edificios con apartamentos más grandes y con mejores acabados. Las otras dos plazas más pequeñas, se localizan al oriente y al poniente del conjunto. Hay, además, otros pequeños espacios comunes que sirven para mitigar el gigantismo y le despersonalización que caracteriza a otros conjuntos de este tipo.
Otro elemento distintivo es la jardinería, cuya geometría sigue el trazado rígido de los ejes del conjunto, que en su momento conformó una verdadera isla  verde.
El diseño exterior de cada edificio se caracteriza por una estructura modular, vista,  celosías y cubierta de concreto tipo cascarón, cuenta con 4 pisos cada uno y 2 apartamentos por piso -8 por edificio-. Cada edificio mide 21.20 metros de largo, 11.70 metros de alto y 7 metros de ancho.
Internamente el apartamento más común de 80 metros cuadrados está ordenado por espacios de 3 por 3 metros para el área de recámaras y servicios, y 3 por 4 metros para el área social. La parte trasera de cada departamento se conforma por dos recámaras en los extremos, y cocina y baño en el centro; cuenta también con un volumen de 3 por 2 metros que funciona de como patio de servicio y posee al frente un balcón.

### Construcción
Los condominios fueron los primeros de su tipo en Monterrey y gracias a su modernidad arquitectónica y a su nivel de calidad, le hizo ganar el Premio de Vivienda Popular que otorga la Unión Internacional de Arquitectos.
Su calidad de construcción se puede constatar hasta el día de hoy, ya que a más de cincuenta años de su creación, sus estructuras principales se mantienen prácticamente sin daños.
La viabilidad de un proyecto como el de los Condominios Constitución debe ser entendida a partir de tres circunstancias. 
1. La Alianza para el progreso -Alpro, 1961-, era un programa del gobierno de Estados Unidos con diversos gobiernos de América Latina el cual daba apoyos económicos para la creación de vivienda económica.
2. El Fondo de Operación y Financiamiento Bancario a la Vivienda -Fovi, 1960-, que decidió invertir en viviendas que alojarían una mayor cantidad de personas en un área mínima.
3. El desarrollo del Plan Regulador de Monterrey.

Para esto se propuso la recuperación y reutilización de los terrenos del tiradero de basura que estaban próximos al centro de la ciudad donde se construiría el desarrollo habitacional de alta densidad.
Fue entonces cuando el proyecto fue asignado al arquitecto Cortés Melo quien fue fundador y jefe del Departamento del Plan regulador del estado entre 1962 y 1967.
La venta de los departamentos comenzó en el año de 1964 y estos fueron habitados a partir del año de 1965 convirtiéndose en la zona habitacional más moderna de Monterrey.